# Miljanovići
Miljanovići är en ort i Bosnien och Hercegovina.   Den ligger i entiteten Federationen Bosnien och Hercegovina, i den östra delen av landet, 80 km nordost om huvudstaden Sarajevo. Miljanovići ligger 303 meter över havet och antalet invånare är 2 116.
Terrängen runt Miljanovići är kuperad österut, men västerut är den platt. Runt Miljanovići är det ganska tätbefolkat, med 93 invånare per kvadratkilometer.. Närmaste större samhälle är Tuzla, 16,7 km nordväst om Miljanovići. 
Omgivningarna runt Miljanovići är en mosaik av jordbruksmark och naturlig växtlighet.